# オックスフォード神戸奨学金

オックスフォード大学の紋章

オックスフォード・神戸奨学金 (オックスフォード・こうべしょうがくきん、英語:Oxford-Kobe Scholarship)とは、イギリスのオックスフォード大学で毎年若干名の優秀な日本国籍保持者に与えられる大学院の給与型奨学金の名称である。　

## 概要
この奨学金はSt. Catherine's Collegeへの寄付金から賄われており、受賞した学生の授業料、生活費、そして日英往復の飛行機代一度分が支給され、返済義務がない。